# آماندا آیلستد
آماندا آیلستد (سوئدی: Amanda Ilestedt؛ زادهٔ ۱۷ ژانویهٔ ۱۹۹۳) بازیکن فوتبال اهل سوئد است.
از باشگاه‌هایی که در آن بازی کرده‌است می‌توان به باشگاه فوتبال روزنگرد اشاره کرد.
وی همچنین در تیم ملی فوتبال زنان سوئد بازی کرده‌است.